# San José (Fray Mamerto Esquiú)
San José ist die Hauptstadt des Departamento Fray Mamerto Esquiú in der Provinz Catamarca im Nordwesten Argentiniens.